# Rhynchium neavei
Rhynchium neavei är en stekelart som beskrevs av Meade-waldo 1911. Rhynchium neavei ingår i släktet Rhynchium och familjen Eumenidae. Inga underarter finns listade i Catalogue of Life.